# Chawkay (huyện)
Chawkay là một huyện thuộc tỉnh Konar, Afghanistan. Dân số thời điểm năm 1999 là 30,968 người.